# Cabo Bruno
Florisvaldo de Oliveira, mais conhecido como Cabo Bruno (Uchoa, 18 de novembro de 1958 — Pindamonhangaba, 26 de setembro de 2012), foi um ex-policial da Polícia Militar do Estado de São Paulo, acusado de mais de cinquenta mortes na periferia de São Paulo durante os anos 1980. Considerado "um dos personagens mais polêmicos da crônica policial", chegou a admitir essas mortes, mas depois negou-as em depoimento.

## Histórico
O apelido vinha desde a infância em Catanduva, uma provocação dos colegas comparando-o a um alcoólatra das redondezas chamado Bruno. Mesmo a mãe passou a chamá-lo apenas assim.  Cabo Bruno era o que se conhece como "justiceiro", pessoa que é contratada para matar outras, geralmente nas periferias. Dizia-se que ele matava "por odiar marginais", embora depoimentos sugerissem que algumas execuções teriam sido motivadas pela aparência das vítimas.
Ele agia, quase sempre em suas folgas, no bairro de Pedreira (região do Jabaquara, zona sul de São Paulo), e alguns moradores dizem que "no tempo dele não havia tanta insegurança". Comerciantes seriam seus maiores "clientes", embora ele negasse. José Aparecido Benedito foi o único sobrevivente das chacinas de Cabo Bruno: depois de tomar um tiro, fingiu-se de morto e conseguiu escapar. Reportagens do jornalista Caco Barcellos tornaram-no notório. Foi ele que cobriu a última prisão do criminoso para o Jornal Nacional. A maioria dos fuzilamentos de que foi acusado deu-se em 1982, e os muitos corpos crivados de balas encontrados na região durante aquele ano causaram pânico. Os carros que ele usava — um Chevette, um Maverick e um Opala —, cujas cores eram sempre mudadas, ajudaram a criar sua fama.
Foi preso pela primeira vez, em 22 de setembro de 1983, por determinação da Justiça, depois de ser acusado de mais de vinte assassinatos (sendo reconhecido por várias testemunhas), embora só tivesse confessado um, em 6 de fevereiro de 1982, na favela do Jardim Selma, em que foi denunciado por um amigo da vítima, que sobreviveu. Muitos anos mais tarde admitiria cerca de vinte assassinatos, de acordo com sua segunda esposa: "As outras [vítimas], colocaram na minha conta. Tinha gente que matava e se apresentava como Cabo Bruno." Ainda segundo ela, ele assumia, "pois não faria muita diferença". Nessa época, a Polícia Militar de São Paulo estimava que Cabo Bruno e mais pelo menos doze policiais, incluindo dois oficiais (um capitão e um tenente), seriam os responsáveis por diversas execuções na Zona Sul da cidade. A polícia ainda divulgou que muitas das execuções teriam sido feitas com base apenas na aparência das vítimas, incluindo um rapaz morto por causa de uma pequena cruz que levava tatuada no pulso — para Cabo Bruno, qualquer tatuagem indicaria um criminoso, ainda que aquela especificamente tivesse sido feita por motivos religiosos. Quando as investigações começaram, o bando aparentemente era protegido por escalões mais altos, mas o avanço da coleta de pistas e provas fez com que toda a corporação passasse a colaborar.
Depois de 12 julgamentos — em um deles, vários outros policiais compareceram ao tribunal para pressionar, mas as provas eram muitas —, Cabo Bruno foi condenado a 113 anos de prisão. Depois de fugir três vezes, pela última vez em 30 de maio de 1991, ficou detido na Penitenciária Dr. José Augusto César Salgado, em Tremembé, São Paulo. Garante ter se convertido a evangélico e diz preferir não ser mais chamado de Cabo Bruno. Em 1998 foi realizada em São Paulo uma exposição de óleos sobre acrílico pintados por ele. Em julho de 2008, já pastor na capela ecumênica da penitenciária, casou-se lá com uma dona de casa que fazia trabalho voluntário. No seu trabalho como pastor, tem Lindemberg Alves como um de seus seguidores.

## Libertação e morte
Em 2009, após cumprir um sexto de sua pena, solicitou a conversão para o regime semiaberto. O Ministério Público Estadual pediu uma avaliação psicossocial criminológica, feita em duas etapas e com pareceres favoráveis à progressão de pena, que foi concedida em 19 de agosto.
Apesar do regime semiaberto, ainda naquele ano foi-lhe negado o benefício de saídas temporárias, o que ele só poderia ter a partir de 2017, por causa do seu histórico de fugas. Contudo, em 22 de agosto de 2012, a Justiça de Taubaté concedeu-lhe a liberdade após 27 anos de prisão.  Além do parecer do promotor, que se baseou em lei que prevê a liberdade definitiva para presos com bom comportamento e com cumprimento de prisão superior a vinte anos, documentos com elogios de funcionários e da própria direção da P2 quanto à sua conduta na unidade reforçaram a decisão. Plastificou o alvará de soltura original e passou a carregar sempre uma cópia consigo, junto com uma lista de dez sonhos que gostaria de realizar antes de morrer. "Nas minhas fugas, eles [a polícia] sempre me paravam", reclamava, em tom de brincadeira. "Agora, que tenho o alvará, ninguém me para mais."
Pouco mais de um mês após deixar a prisão, Cabo Bruno foi morto com dezoito ou vinte tiros no bairro Quadra Coberta, em Pindamonhangaba, por volta das 23h30 de 26 de setembro de 2012. Ele retornava de um culto religioso no município de Aparecida acompanhado por parentes, que nada sofreram, e os disparos foram dados por dois homens. Segundo informações preliminares da Polícia Militar, dois homens chegaram a pé e atiraram somente contra ele, não tendo sido anunciado assalto, e que havia um carro próximo do local, possivelmente utilizado pelos atiradores na fuga. Sem pistas sobre a autoria, teria sido provavelmente um crime de execução, a ser investigado pela Polícia Civil." Morto na mesma hora, não foi levado ao hospital, e os peritos recolheram cápsulas de uma pistola ponto 40 e de outra arma calibre 380.